# Esomus longimanus
Esomus longimanus är en fiskart som först beskrevs av Lunel, 1881.  Esomus longimanus ingår i släktet Esomus och familjen karpfiskar. IUCN kategoriserar arten globalt som otillräckligt studerad. Inga underarter finns listade i Catalogue of Life.